# Schloss Freienwalde

Schloss Freienwalde (Sommer 1907)

Schloss Freienwalde wurde als Sommersitz der preußischen Königin Friederike Luise, Gemahlin Friedrich Wilhelms II., in Freienwalde in Brandenburg gebaut. Die neuere Geschichte des im Stil des Klassizismus errichteten Gebäudes ist eng mit Walther Rathenau verknüpft, der das Schloss 1909 aus dem Kronbesitz erwarb.

## Geschichte

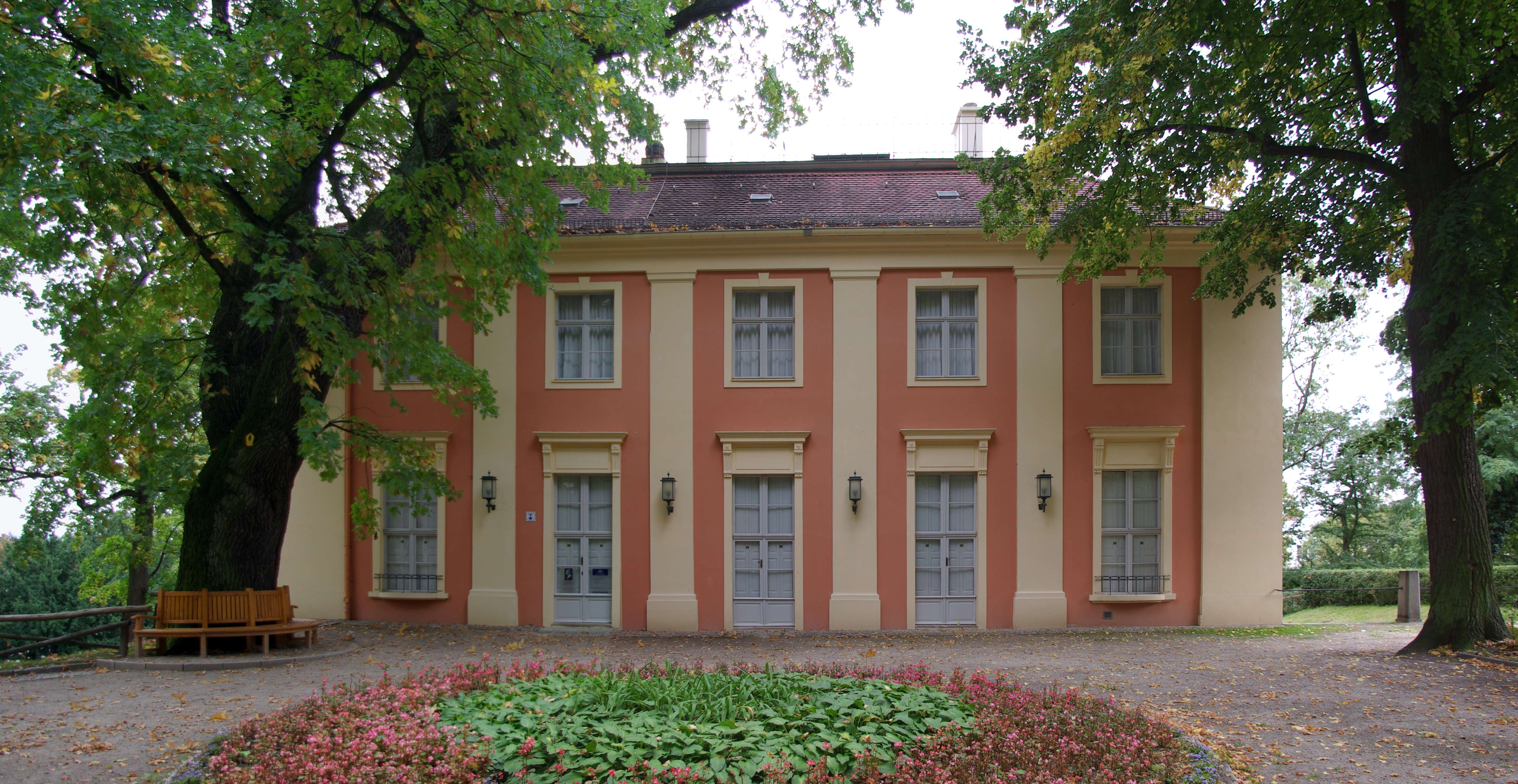
Eingangsseite 2012

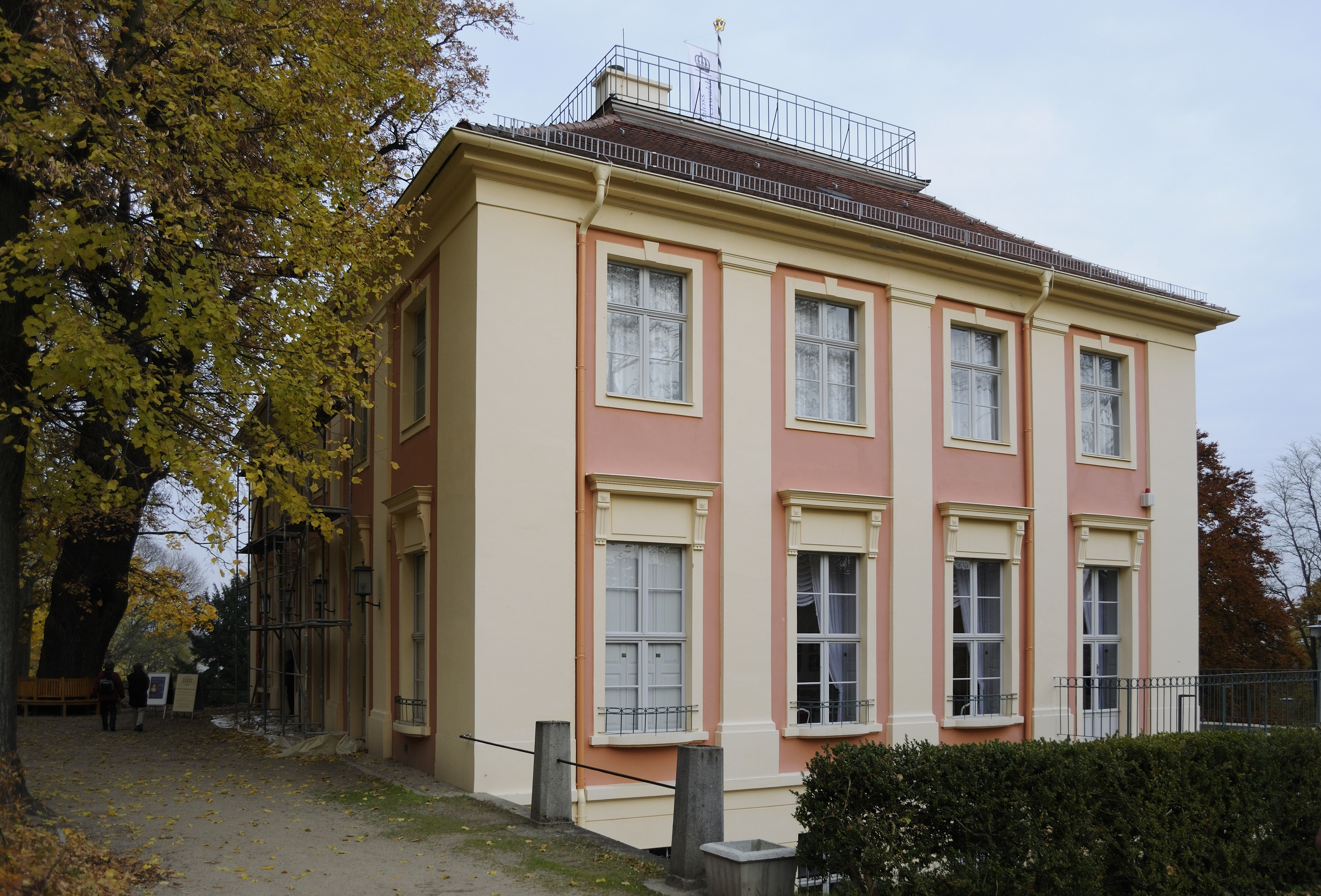
Südliche Schmalseite 2010

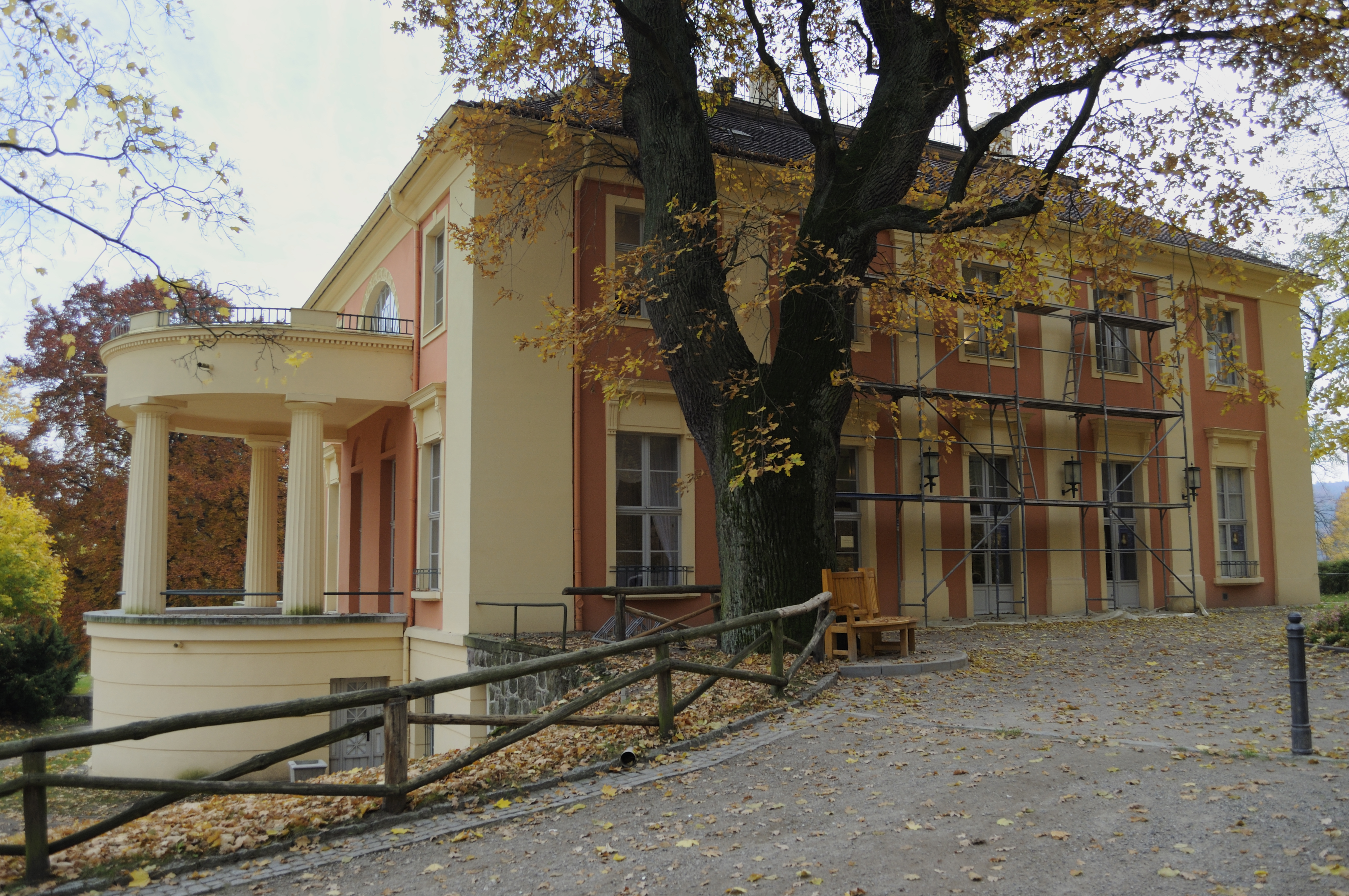
Balkon von 1909 an der nördlichen Schmalseite

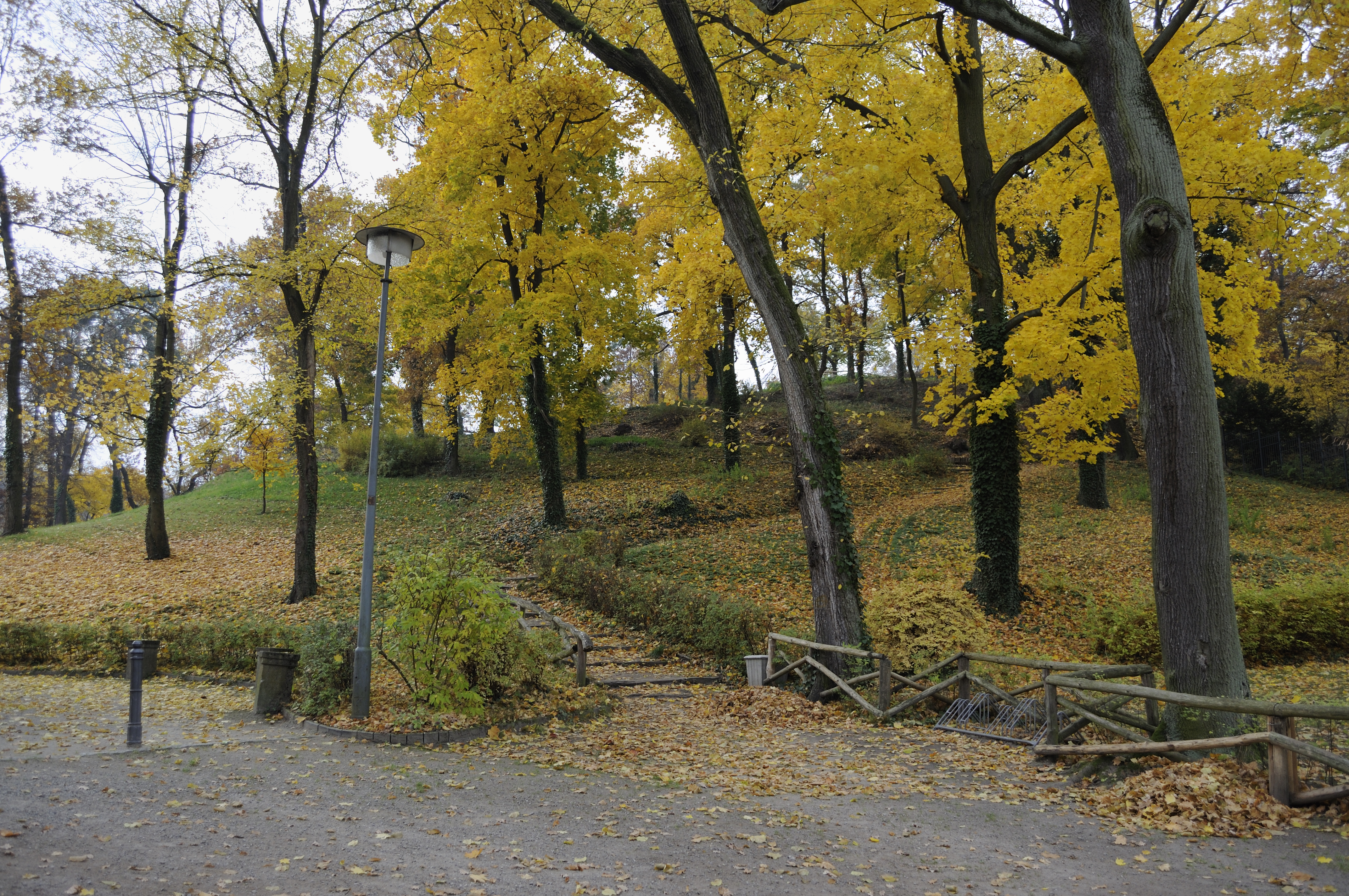
Schlosspark

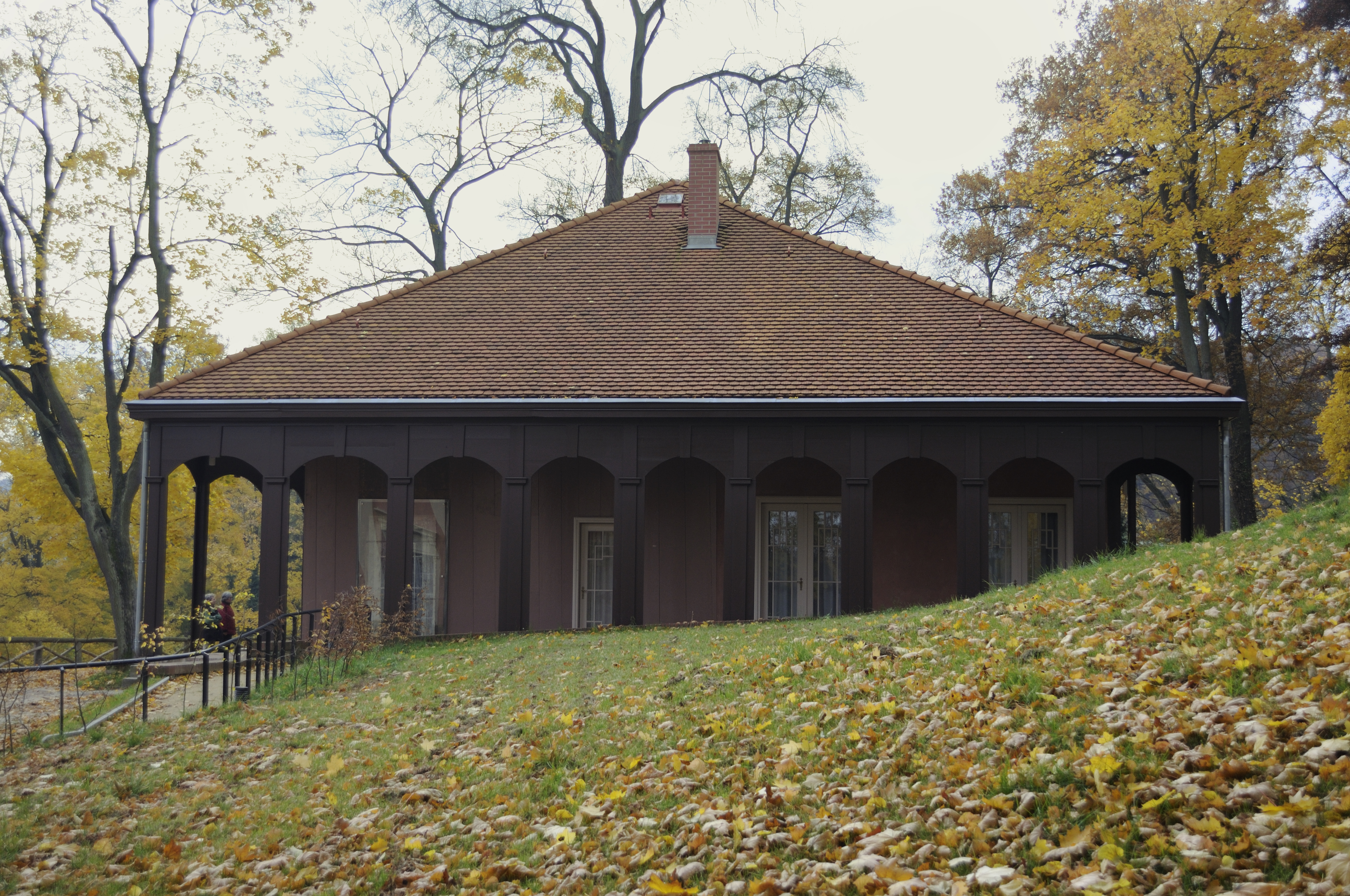
Teehäuschen von 1790

Nach dem Tod König Friedrich Wilhelms II. ließ Königin Friederike Luise durch den örtlichen Maurermeister Anton Hilke Pläne für den Bau eines Sommerpalais im Süden der Stadt auf dem sog. Apothekerberg ausarbeiten, den sie in den Vorjahren bereits gärtnerisch gestalten und mit einem Teehäuschen (1790) hatte ausstatten lassen. Der Entwurf wurde 1798 im Auftrag Friedrich Wilhelms III. durch den Geheimen Oberbaurat David Gilly überarbeitet, der bereits im Folgejahr den erfolgreichen Abschluss der Bauarbeiten nahezu im vorgegebenen Kostenrahmen von 20.500 Talern vermelden konnte.
Bei dem Gebäude handelt es sich um eine breitrechteckige, zweigeschossige Villa zu fünf bzw. vier Achsen, deren einziger Dekor ursprünglich in einem umlaufenden Gurtgesims am unteren Rand des Obergeschosses bestand. Das flache Dach war ehedem nur mit Blech gedeckt.
Nach dem Tod der Königin 1805 stand das Schloss zunächst eine Zeit lang leer. Vom 9. August bis 16. September 1806 hielten sich der Kronprinz Friedrich Wilhelm (IV.) von Preußen, seine Brüder Prinz Wilhelm (I.) von Preußen und Prinz Carl von Preußen mit den Erziehern Geheimrat Friedrich Delbrück und Geheimrat Julius Reimann im Schloss Freienwalde auf.
1822 gestaltete der Landschaftsarchitekten Peter Joseph Lenné den Park neu. Ende der 1820er Jahre verlebte der polnische Fürst Anton Heinrich Radziwill dort mehrere Sommer. Während dieser Zeit wurde das Schloss offenbar renoviert, wobei die Fassade eine vertikale Gliederung durch geschnittene Pilaster erhielt. Im Jahr 1834 verstarb dort seine an Tuberkulose erkrankte Tochter Elisa Radziwill während einer Kur, zu der sie König Friedrich Wilhelm III. eingeladen hatte.
Im Jahr 1909 erwarb der Industrielle, Schriftsteller und Politiker Walther Rathenau das Schloss und riss es förmlich aus dem Dornröschenschlaf. Er ließ nach Plänen des Architekten Johannes Kraaz unter anderem das Gurtgesims entfernen, die Pilaster glätten und mit Kapitellen versehen. Auf der nördlichen Schmalseite des Hauses wurde ein halbrunder Balkon angebaut, die dahinter befindlichen rechteckigen Fensteröffnungen wurden als Bogenfenster erweitert. Rathenau übernahm von der Königlichen Hofkammer größere Teile der weitgehend erhaltengebliebenen Innenausstattung des 18. Jahrhunderts und ließ die teils zerfallenen Pariser Tapeten nach Vorbildern in Gillys Schlössern Paretz und Kleinmachnow erneuern. Bis auf die Zusammenlegung zweier Räume im Untergeschoss unterließ er größere Umbaumaßnahmen im Inneren.
Nach der Ermordung Walther Rathenaus 1922 vermachten seine Erben 1926 das Schloss dem Landkreis Oberbarnim mit der Auflage, an diesem Ort für alle Zeit das geistige Erbe und Andenken Rathenaus zu bewahren. Nach 1945 wurde das Schloss jedoch ausgeplündert und nahezu alle Erinnerungsspuren beseitigt. In der DDR diente es als Puschkin-Haus der Gesellschaft für Deutsch-Sowjetische Freundschaft.
Nach der Wende wurde das Schloss 1991 wieder vom Landkreis Bad Freienwalde übernommen und 1996 mit weiteren Einrichtungen in eine Kultur GmbH ausgegliedert. Nach umfangreicher Renovierung entstand im Schloss eine Rathenau-Gedenkstätte. Die Beletage beherbergte eine Dauerausstellung über die Geschichte des Gebäudes.
Zum Jahresende 2016 wurde die Kultur GmbH aus finanziellen Gründen geschlossen. Die Rathenau-Gedenkstätte konnte nur noch mit vorheriger Anmeldung besucht werden. Die Beletage ist geräumt und für Besucher nicht mehr zugänglich.
Das Schloss sollte verkauft werden. Eine europaweite Ausschreibung endete am 21. März 2019. Anfang 2023 wurde das Schloss von der Michael-Linckersdorff-Stiftung übernommen.
Im ehemaligen königlichen Theatersaal, einem Teehäuschen im Park des Schlosses, finden seit der Wiedervereinigung wieder Konzerte und Theateraufführungen sowie Filmvorführungen und andere künstlerische Darbietungen statt. 1995 führte beispielsweise der Circus Krone dort eine Veranstaltung durch.